# 293 a.C.

## Eventos
- Continua a Terceira Guerra Samnita.
- Lúcio Papírio Cursor e Espúrio Carvílio Máximo, cônsules romanos.